# Gree Electric
Gree Electric Appliances Inc. di Zhuhai è un produttore cinese di elettrodomestici con sede a Zhuhai, provincia del Guangdong. È il più grande produttore di condizionatori d'aria residenziali al mondo. È stata fondata nel 1989 come Zhuhai City Haili Cooling Engineering Company Limited ma, nel 1994 venne ristrutturata e rinominata Gree Electric Appliances Inc. di Zhuhai. È stata quotata alla Borsa di Shenzhen nel 1996.  L'azienda è cresciuta del 47% nel 2008, nonostante la recessione globale, registrando 23 miliardi di dollari in vendite contrattuali. L'azienda è una multinazionale con 70.000 dipendenti e una produzione annua di 65,5 milioni di unità. Ad aprile 2011, Gree ha annunciato che l'utile netto del primo trimestre è aumentato del 47 percento rispetto all'anno precedente, arrivando a 934,7 milioni di yuan.